# 馬克薩斯島尖鼻魨
馬克薩斯島尖鼻魨為輻鰭魚綱魨形目四齒魨亞目四齒魨科的其中一種，為熱帶海水魚，分布於中太平洋東部馬克薩斯群島海域，體長可達7.1公分，棲息在礁石區，生活習性不明。